# Ringebu
Ringebuⓘ ist eine Kommune im norwegischen Fylke Innlandet. Die Kommune hat 4447 Einwohner (Stand: 1. Januar 2025). Verwaltungssitz ist der gleichnamige Ort Ringebu.

## Geografie

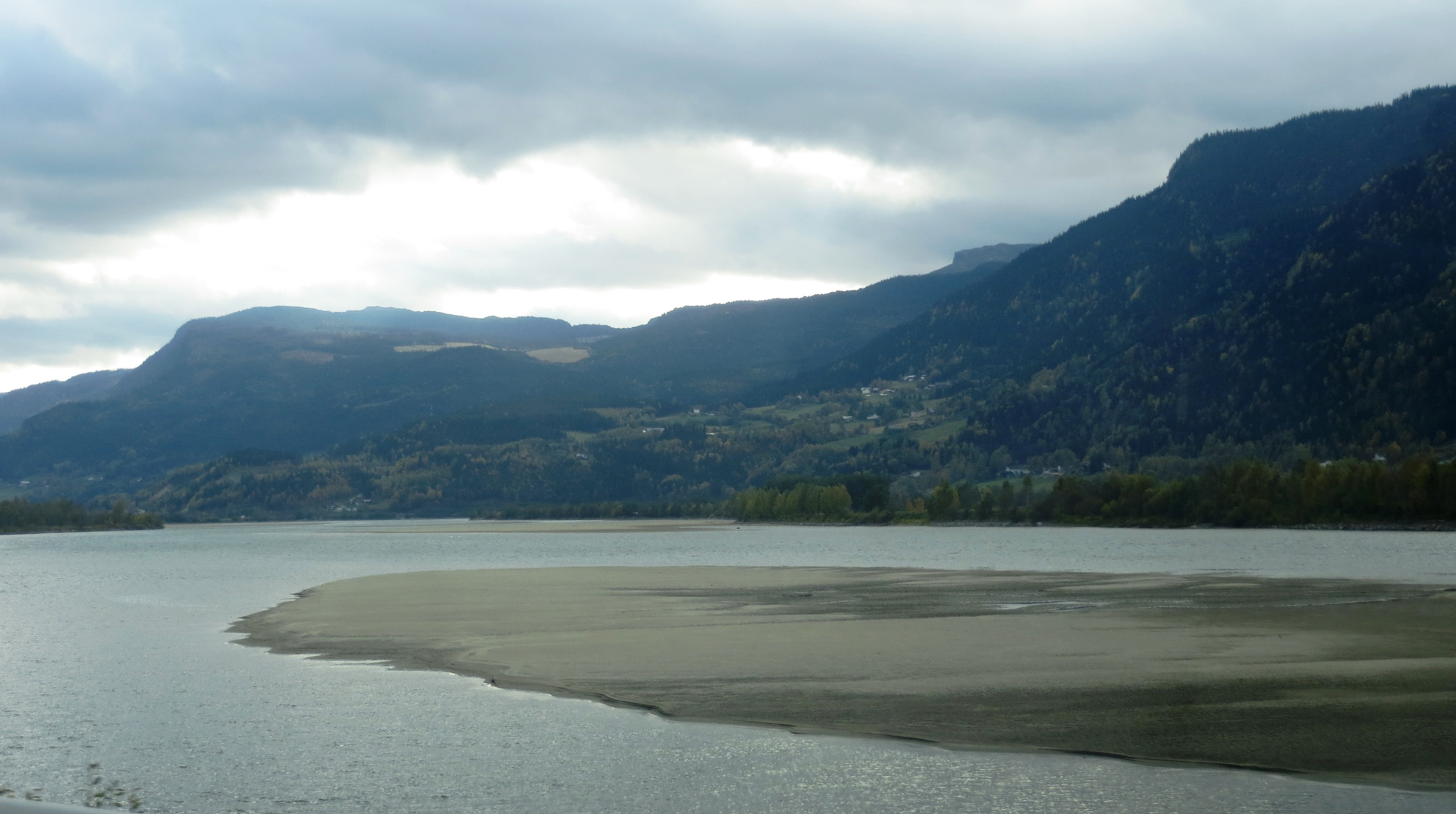
Der Lågen in Ringebu

Die Kommune Ringebu liegt im Tal Gudbrandsdalen. Die Gemeinde grenzt an Stor-Elvdal im Norden und Osten, Øyer im Süden, Gausdal im Südwesten sowie an Sør-Fron im Westen. Ringebu wird vom Fluss Lågen durchflossen. An dessen östlicher Uferseite liegen die beiden Orte Ringebu und Fåvang. In den Fluss münden in der Kommune mehrere Nebenflüsse. Der linke Nebenfluss Frya fungiert über eine längere Strecke als Grenze zu Sør-Fron. Die Gesamtfläche der Kommune beträgt 1.247,57 km², wobei Binnengewässer zusammen 26,25 km² ausmachen.
Der Großteil des Gemeindeareals besteht aus Erhebungen zwischen 900 und 1200 moh. Im Norden der Kommune gibt es einige Erhebungen mit über 1300 moh. Die Täler der Kommune sind steil abfallend. Die Erhebung Muen auf der Nordgrenze zu Stor-Elvdal stellt mit einer Höhe von 1423,94 moh. den höchsten Punkt der Kommune Ringebu dar.
Ein Teil des nördlichen Gemeindegebiets geht in den Rondane-Nationalpark ein. Unter Schutz steht des Weiteren unter anderem das Imsdalen naturreservat, ein Naturreservat im Osten der Kommune. Im Helakmyrene naturreservat ist eines der Moorgebiete von Ringebu geschützt.

## Einwohner
Die meisten Einwohner leben im Haupttal der Kommune auf Höhen bis zu 400 moh. In den 1980er-Jahren begann die Zahl der Einwohner zurückzugehen. In der Gemeinde liegen zwei sogenannte Tettsteder, also zwei Ansiedlungen, die für statistische Zwecke als eine städtische Siedlung gewertet werden. Diese sind Ringebu mit 1408 und Fåvang mit 712 Einwohnern (Stand: 1. Januar 2024).
Die Einwohner der Gemeinde werden Ringbygging genannt. Ringebu hat wie viele andere Kommunen der Provinz Innlandet weder Nynorsk noch Bokmål als offizielle Sprachform, sondern ist in dieser Frage neutral.
| Jahr          | 1986 | 1990 | 1995 | 2000 | 2005 | 2010 | 2015 | 2020 | 2025 |
| ------------- | ---- | ---- | ---- | ---- | ---- | ---- | ---- | ---- | ---- |
| Einwohnerzahl | 5235 | 5200 | 4960 | 4752 | 4586 | 4540 | 4459 | 4392 | 4447 |

## Geschichte

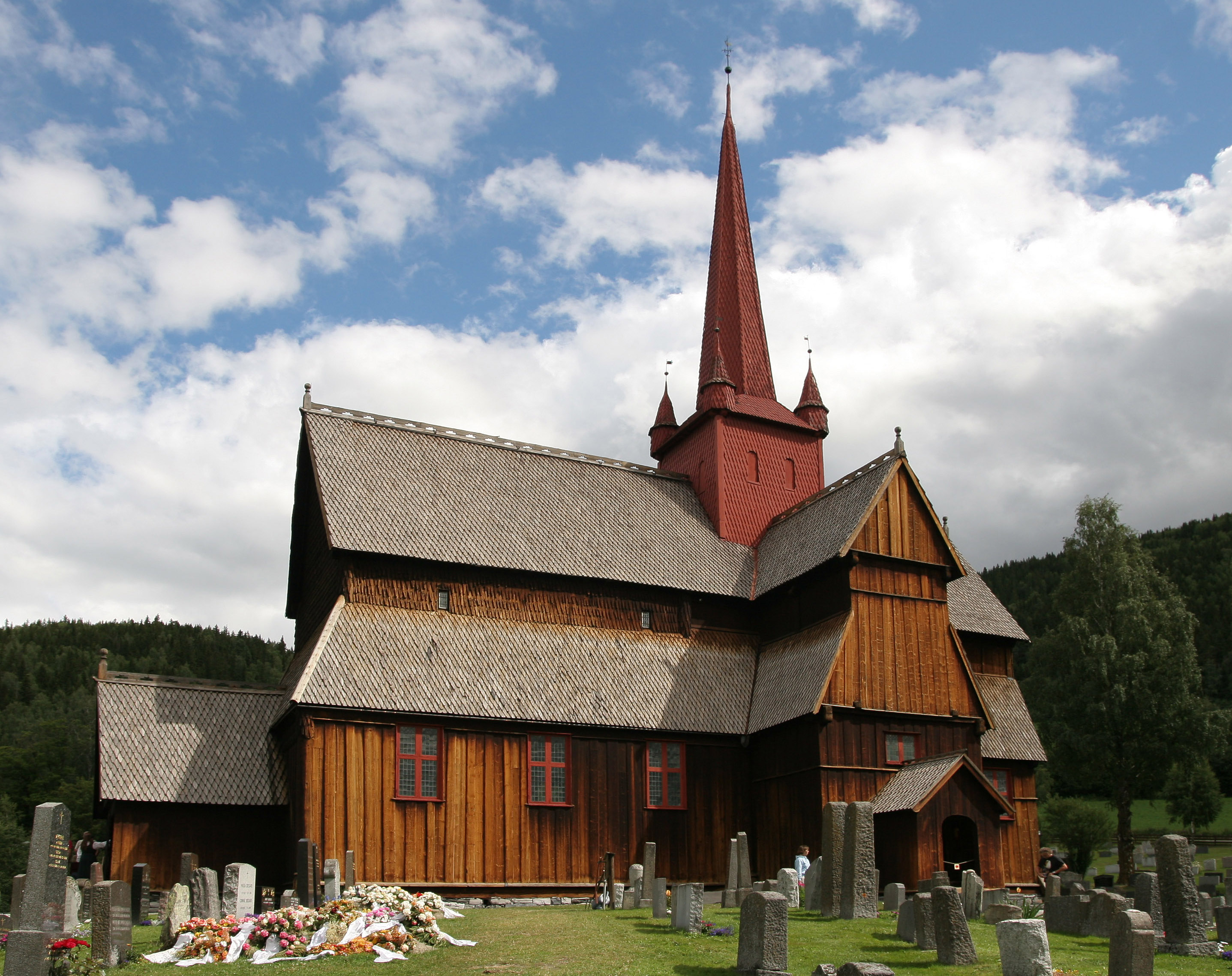
Stabkirche Ringebu

Die Gemeinde Ringebu entstand im Rahmen der Einführung der lokalen Selbstverwaltung im Jahr 1837. Im Jahr 1684 wurde Sollia mit 386 Einwohnern von Ringebu abgespalten. Ringebu verblieb mit 5010 Einwohnern. Zum 1. Januar 1899 ging ein unbewohntes Gebiet von Ringebu an Sollia über. Sollia ging später in der Kommune Stor-Elvdal auf. Bis zum 31. Dezember 2019 gehörte Ringebu der damaligen Provinz Oppland an. Sie ging im Zuge der Regionalreform in Norwegen in die zum 1. Januar 2020 neu geschaffene Provinz Innlandet über.
In der Kommune wurden Funde aus der Wikingerzeit gemacht. In Ringebu liegen zudem mehrere ältere Kirchen. Die Stabkirche Ringebu (Ringebu stavkyrkje) ist eine Stabkirche aus dem 13. Jahrhundert. Sie hat einen kreuzförmigen Grundriss. Die Fåvang kirke ist ebenfalls eine Holzkirche mit einem kreuzförmigen Grundriss. Aus dem Jahr 1780 stammt die Venabygd kyrkje. Auch diese Holzkirche hat einen kreuzförmigen Grundriss.

## Wirtschaft und Infrastruktur

### Verkehr
Parallel zum Fluss Lågen führen die Europastraße 6 (E6) und die Bahnlinie Dovrebanen durch die Kommune. Südlich der Ortschaft Ringebu verläuft die Bahnlinie auf der rechten Flussseite, nördlich davon auf der linken. Von der E6 führt der Fylkesvei 2204 in den Nordosten und der Fylkesvei 27 in den Norden. Der Bahnhof in Ringebu wurde 1896 eröffnet und liegt etwa 242 Kilometer vom Osloer Hauptbahnhof Oslo S entfernt. Als Architekt wirkte Paul Armin Due. Am Bahnhof Fåvang wurde der Passagierverkehr im Jahr 2001 eingestellt.
Durch den Westen der Kommune verläuft die Hochgebirgsstraße Peer Gynt Vegen.

### Wirtschaft
Die Landwirtschaft ist für die Kommune von größerer Bedeutung. Typisch ist dabei die Tierhaltung. Neben der Landwirtschaft ist auch die Forstwirtschaft bedeutsam. Im Bereich der Industrie bilden die Land- und Forstwirtschaft die Grundlage für die Lebensmittel- und Holzindustrie. So befindet sich in der Kommune unter anderem eine Molkerei. Auch der Tourismus spielt eine größere Rolle. In der Kommune liegen viele sogenannte Hytten, nachdem neue Baugebiete ausgewiesen wurde, stieg deren Anzahl stark an. Der Wasserkraftwerk Vinkelfallet wurde 1983 in Betrieb genommen und hatte bis 2010 eine durchschnittliche Jahresproduktion von 26,8 GWh. Im Jahr 2021 arbeiteten von rund 2160 Arbeitstätigen knapp 1500 in Ringebu selbst, jeweils über 100 waren in den Kommunen Nord-Fron und Lillehammer tätig. Jeweils über 50 Personen pendelten nach Sør-Fron und Øyer. Zugleich pendelten rund 250 Personen von Sør-Fron nach Ringebu.

## Sport

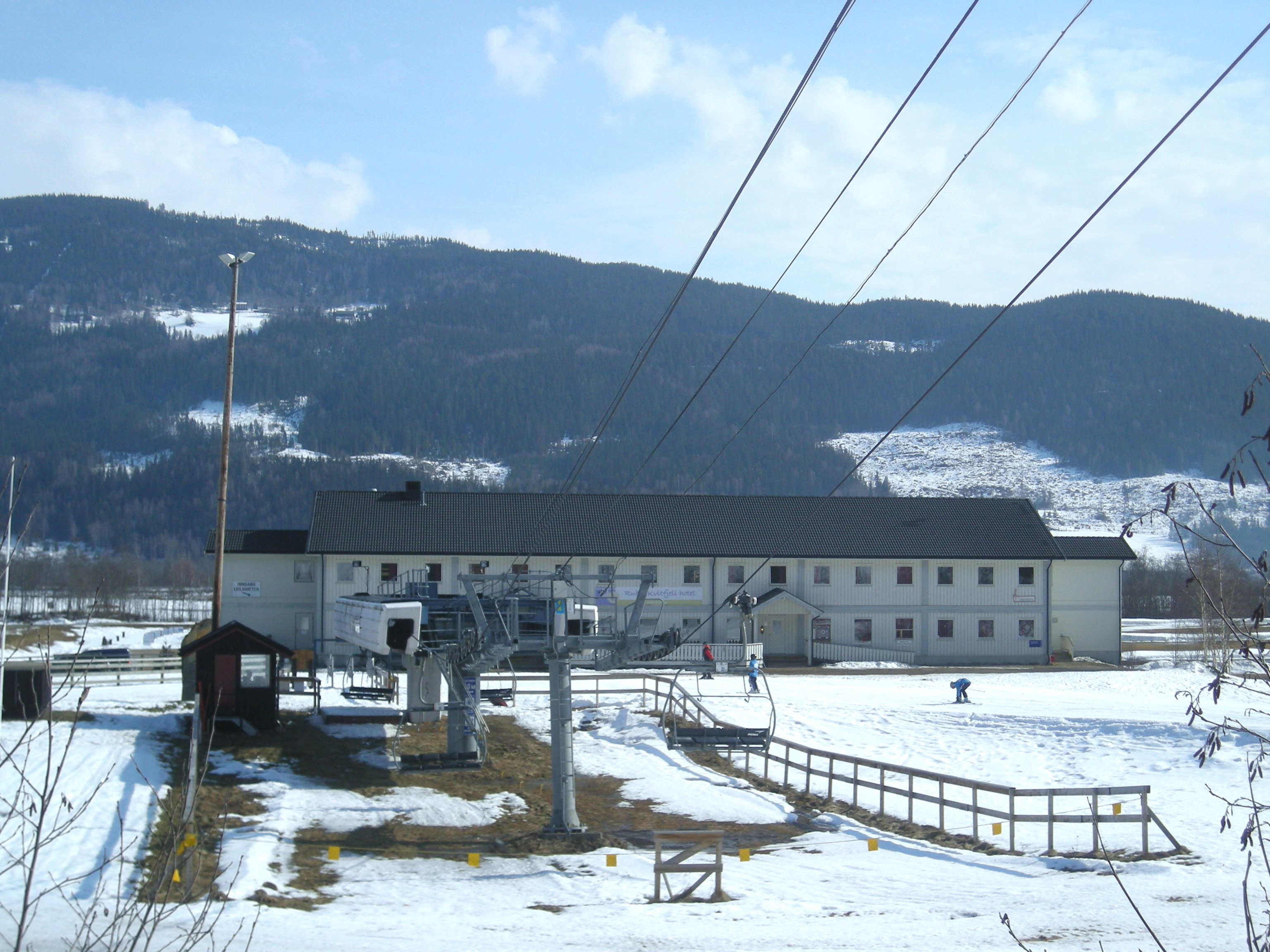
Skilift im Skigebiet Kvitfjell

Bei den Olympischen Winterspielen 1994 in Lillehammer wurden in Ringebu die Wettbewerbe im Super G ausgetragen. Die eigens dafür errichteten Anlagen und Abfahrten wurden nach 1994 zum Skigebiet Kvitfjell erweitert.

## Name und Wappen
Das seit 1992 offizielle Wappen der Kommune zeigt eine goldene Flamme mit drei Zungen auf rotem Hintergrund. Ringebu wurde im Jahr 1342 als Ringabu erwähnt. Die Bedeutung des ersten Namensbestandteils ist unbekannt, der Bestandteil „-bu“ bedeutet „Dorf“ oder „ländliche Gegend“.

## Persönlichkeiten
- Lars Mytting (* 1968), Autor, Verlagslektor und Journalist